# لی هیو-جونگ
لی هیو-جونگ (انگلیسی: Lee Hyo-jung؛ زادهٔ ۱۳ ژانویهٔ ۱۹۸۱) بدمینتون‌باز اهل کره جنوبی است.
وی در مسابقات بین‌المللی در مجموع برندهٔ ۸ مدال طلا، ۱۴ مدال نقره و ۱۴ مدال برنز شده‌است. 